# Emile Severeyns
Emile Severeyns (født 28. august 1931 i Schoten, død 30. november 1979 i Antwerpen) var en cykelrytter fra Belgien. Han kørte både landevejs- og banecykling.
Han startede ved 151 seksdagesløb, og vandt de 25. Af de 25 sejre var de 19 med makkeren Rik Van Steenbergen, hvor sejrene ved Københavns seksdagesløb i 1958 og 1960 var nogle af dem. Severeyns vandt også to løb i Montreal med danske Palle Lykke Jensen.
På landevej vandt han blandt andet GP Briek Schotte.